# Проголошення незалежності Косова (2008)
Для інформації про проголошення незалежності Косова у 1991 році див. Республіка Косово (1992—1999)
Проголошення незалежності Косова — акт Парламенту Косова від 17 лютого 2008 року, який проголосив про незалежність Косова від Сербії. «За» проголосували 109 зі 120 делегатів. 11 делегатів, що представляли сербську меншину засідання проігнорували. Станом на 15 лютого 2018 року незалежність визнали 111 країн-членів ООН.

## Передумови
Автономна область Косово та Метохія є місцем компактного проживання албанців. З 1945 року ця область мала автономію в складі Соціалістичної Республіки Сербія. Однак наприкінці 1980-х років, на тлі міжетнічного напруження Слободан Мілошевич скасував всі права на самоуправління. Це викликало обурення серед місцевого населення, і 2 липня 1990 року було проголошено Незалежність Косова, яку визнала лише Албанія.
Протягом першої половини 90-х років Косово залишалося відносно спокійним регіоном на фоні бойових дій на території Югославії. Серйозні зіткнення між Армією визволення Косова та урядовими військами Сербії починаються з 1998 року. Під час Косовської війни відбувалися не лише військові зіткнення, а й етнічні чистки з обох боків конфлікту. Після втручання у конфлікт сил НАТО та бомбардування Белграду Мілошевич погодився на введення на територію Косово миротворців та передачу управління регіоном Організації Об'єднаних Націй.
10 червня 1999 року була ухвалена резолюція Ради Безпеки ООН 1244, яка визнавала територіальну цілісність Югославії, але передбачала створення широкої автономії для Косова. Проте більшість населення краю підтримували ідею Незалежності. Це призводило до регулярних зіткнень на території Косово.
У 2007 році колишній Президент Фінляндії Мартті Ахтісаарі представив план мирного врегулювання конфлікту, за яким Косово отримувало ряд повноважень без фактичного проголошення Незалежності. Наприклад, це дало б Косову право подавати заявку на членство в міжнародних організаціях, створити Сили безпеки Косова і приймати національну символіку. План підтримали албанці, представники ЄС та США. Проти виступили Росія, Китай та Сербія, через що план не був реалізований.
З огляду на відсутність прогресу в переговорах, косовари вирішили в односторонньому порядку проголосити Республіку Косово, зобов'язавшись у цьому процесі повністю стежити за положеннями плану Ахтісаарі.

## Декларація
Ми, демократично обрані лідери нашого народу, цим заявляємо про те, що Косово є незалежною і суверенною державою. Ця декларація відображає волю наших людей і повністю відповідає рекомендаціям Спеціального посланника ООН Мартті Ахтісаарі та його Комплексної пропозиції щодо врегулювання статусу Косова Ми заявляємо, що Косово є демократичною, світською та багатоетнічною республікою, керуючись принципами недискримінації та рівного захисту відповідно до закону.

## Міжнародна реакція
18 лютого 2008 року Національна асамблея Республіки Сербія заявила, що декларація про незалежність Косова вважається недійсною, після того, як Конституційний суд Республіки Сербія ухвалив, що ці дії порушують Статут ООН, Конституцію Сербії, Резолюцією 1244 Ради Безпеки ООН та ряд інших договорів.

Ряд європейських країн, серед яких, Іспанія, Кіпр, Молдова, Грузія, Азербайджан побоюються, що проголошення Незалежності Косова може стати прецедентом для посилення сепаратистських рухів у їхніх країнах. Проте в Декларації зазначено, що
…Косово є особливим випадком, що виник внаслідок неузгодженого розпаду Югославії, і не є прецедентом для будь-якої іншої ситуації…
Цю думку також поділяють більшість Західних країн.

Країни, що визнали Незалежність Косова

Незважаючи на те, що більшість членів ООН визнала Незалежність Косова, офіційному міжнародному визнанню протидіє Росія, що ветує прийняття будь-яких резолюцій Ради Безпеки з цього питання.

## Реакція в Україні
Україна офіційно не визнала Незалежність Косова. У лютому 2008 року Президент України Віктор Ющенко заявив, що не вважає Косово прецедентом для інших регіонів світу. Проте він не уточнив, чи визначилася Україна щодо краю. МЗС також не висловило чіткої позиції, не визнаючи проголошення Незалежності, але й не засуджуючи його. Така позиція пов'язана з небажанням псувати стосунки ані з Заходом, ані з Росією.
Голова Меджлісу кримськотатарського народу Мустафа Джемілєв у 2010 році заявив, що населення Косова мало право на проголошення Незалежності, оскільки зазнавало значних утисків. Водночас він наголосив, що кримські татари не підтримують сепаратистські рухи, оскільки в Україні їхні права цілком захищені.
У лютому 2010 року міністр закордонних справ України Петро Порошенко заявив, що Україна не визнає Незалежність Косова, Абхазії та Південної Осетії, оскільки для цього немає жодних підстав.
У 2016 році Міністерство закордонних справ України листом повідомило ФФУ про неможливість проведення матчу відбору до Чемпіонату світу з футболу 2018 року між Україною і Косовом на території нашої держави, оскільки Україна не визнає Незалежність Косова.